# Грязнов Ілля Олексійович
Ілля Олексі́йович Грязнов (нар. 19 серпня 1998, Сновськ, Україна) — український політичний діяч, офіцер Збройних Сил України та консультант комітету Верховної Ради України з питань соціальної політики та захисту прав ветеранів. Координатор робочої групи з питань міжнародних оборонних компаній України. Учасник бойових дій.

## Біографія
Військові спеціальності здобув у 169-му навчальному центрі «Десна» імені князя Ярослава Мудрого (2017) та Національній академії сухопутних військ імені Петра Сагайдачного (2019), а з 28 жовтня 2024 року по 5 квітня 2025 року пройшов навчання у Військовому інституті телекомунікацій та інформатизації імені Героїв Крут і виконав освітню програму курсу професійної військової освіти тактичного рівня та здобув професійну кваліфікацію: офіцер тактичного рівня.
У 2020 році здобув ступінь бакалавра менеджменту органів державної влади та управління, закінчивши факультет інформаційної, бібліотечної та архівної діяльності Київського університету культури.
У роки юності був співорганізатором музичних фестивалів міста Сновськ 2015 і 2016 років, а у 2013—2016 роках виступав бас-гітаристом у складі рок-гуртів.
Закінчив Сновську музичну школу імені Натана Рахліна за фахом духових інструментів, окрім того володіє грою на гітарі, бас-гітарі, тромбоні, тенорі, барабанах і фортепіано. Працював фотографом.
10 грудня 2024 року став одним із постійних авторів редакційних матеріалів інформаційного агентства «Інформер» та публікує власні авторські статті на соціальну та оборонну тематику.
20 січня 2025 року створив власний благодійний фонд, де загальними зборами фонду Іллю призначили на посаду директора.

## Російсько-українська війна
У вересні 2017 року прибув у зону антитерористичної операції у складі зведеної батальйонно-тактичної групи 1 окремої Сіверської танкової бригади, де виконував завдання за призначенням до січня 2018 року.
У вересні 2018 року знову був відряджений, але вже в зону Операції об'єднаних сил, де виконував завдання за призначенням декілька місяців.
2021 рік став роком закінчення другого контракту та вибуття в Польщу для подальшого переміщення в Канаду.
24 лютого 2022 року повернувся в Україну з метою захисту її територіальної цілісності, суверенітету, незалежності та українського народу, з 25 лютого по 3 квітня 2022 року виконував завдання за призначенням у складі зведеної добровольчої роти під час битви за Київ, а з 5 квітня по 15 червня 2022 року виконував завдання пов'язані зі стабілізаційними заходами після деокупації Чернігівської області.
15 червня 2022 року зарахований до списків особового складу оперативного командування «Північ», у складі якого виконував завдання за призначенням до зарахування слухачем у військовий інститут.
5 квітня 2025 року, після випуску з вищого військового навчального закладу, розподілений на посаду, до якої допускаються офіцери тактичного рівня.

## Політична діяльність
Рішенням комітету Верховної Ради України з питань соціальної політики та захисту прав ветеранів від 25 травня 2023 року № 151 призначений консультантом (посвідчення апарату Верховної Ради України № 175) та у вільний від виконання службових обов'язків час здійснює юридичну експертизу законопроєктів, а також бере участь у їх написанні, зокрема, законопроєктів № 9048 «Про внесення змін до Статуту внутрішньої служби ЗС України», № 9531 «Про внесення змін до бюджетного кодексу України», № 11124 щодо короткострокових контрактів у Збройних Силах України, № 11214 «Про міжнародні оборонні компанії», який пропонує механізм легалізації приватних військових компаній та № 12026 «Про внесення зміни до статті 263-1 Кримінального кодексу України щодо декриміналізації виготовлення боєприпасів і вибухових речовин в умовах воєнного стану з метою виконання бойових завдань».
Розпорядженням начальника штабу — заступника командувача військ оперативного командування «Північ» з 07 червня 2023 року по 8 серпня 2023 року був відряджений до відділу з питань цивільного захисту Чернігівської районної військової адміністрації, де в межах Чернігівського району відповідав за провадження державної політики у сфері цивільного захисту.
Відповідно до рішення Національної комісії зі стандартів державної мови від 28 лютого 2024 року № 47  «Про встановлення результатів іспиту на рівень володіння державною мовою, визначення рівня володіння державною мовою та видачу державних сертифікатів про рівень володіння державною мовою» Грязнов Ілля Олексійович володіє державною мовою на рівні вільного володіння першого ступеня.

## Публіцистика
- Дятлов і оператори 4 енергоблоку ЧАЕС, можливо, не винні в аварії (маловідомі фото)
- Єдине місто в Україні, що не було схожим на інші — Прип’ять. Детальний аналіз його будівництва та життя до аварії (маловідомі фото)
- Білоруси - одвічні вороги, чи майбутні партнери?
- Реальна децентралізація: як в Україні громадам надали права, а про обов’язки забули
- Відповідне виховання дітей у зв’язку з ризиками втрати країни — загублена на полях державності тема
- Децентралізоване навчання військовій справі може допомогти державі збільшити кількість та якість
- ЗгРЛС «Дуга»: Любеч-1 – праве око радянського союзу на Чернігівщині
- Курська операція – погляд зі сторони
- Приватні полігони — ризик для державної безпеки, чи замінник навчальних центрів ЗСУ
- Безіменні бригади, або як медіа впізнаваність напряму впливає на мобілізацію
- Україна на стратегічному порозі
- Єдність, як єдиний вихід з війни

## Сім'я
Розлучений, неодружений. Від шлюбу має доньку Анну 2019 року народження, яка проживає з матір'ю.  

## Нагороди
- Відзнака Президента України «За участь в антитерористичній операції» (лютий 2018) — державна нагорода України — відзнака Президента України, що встановлена з метою гідного відзначення осіб — захисників суверенітету та територіальної цілісності України під час проведення антитерористичної операції в Донецькій та Луганській областях;
- Нагрудний знак «Учасник АТО» (липень 2018) — відзнака Начальника Генерального Штабу Збройних сил України, якою нагороджуються військові, які брали безпосередню участь у бойових зіткненнях в зоні проведення антитерористичної операції на сході України, боронили українську землю від російсько-терористичних військ.